# Brooks County (Georgia)
Das Brooks County befindet sich im Bundesstaat Georgia der Vereinigten Staaten. Der Verwaltungssitz (County Seat) ist Quitman.

## Geographie
Das County liegt im Süden von Georgia an der Nordgrenze des US-Bundesstaates Florida und hat eine Fläche von 1289 Quadratkilometern, wovon elf Quadratkilometer Wasserfläche sind. Es grenzt im Uhrzeigersinn an folgende Countys: Cook County, Lowndes County, Thomas County und Colquitt County.
Das County ist Teil der Metropolregion Valdosta.

## Geschichte

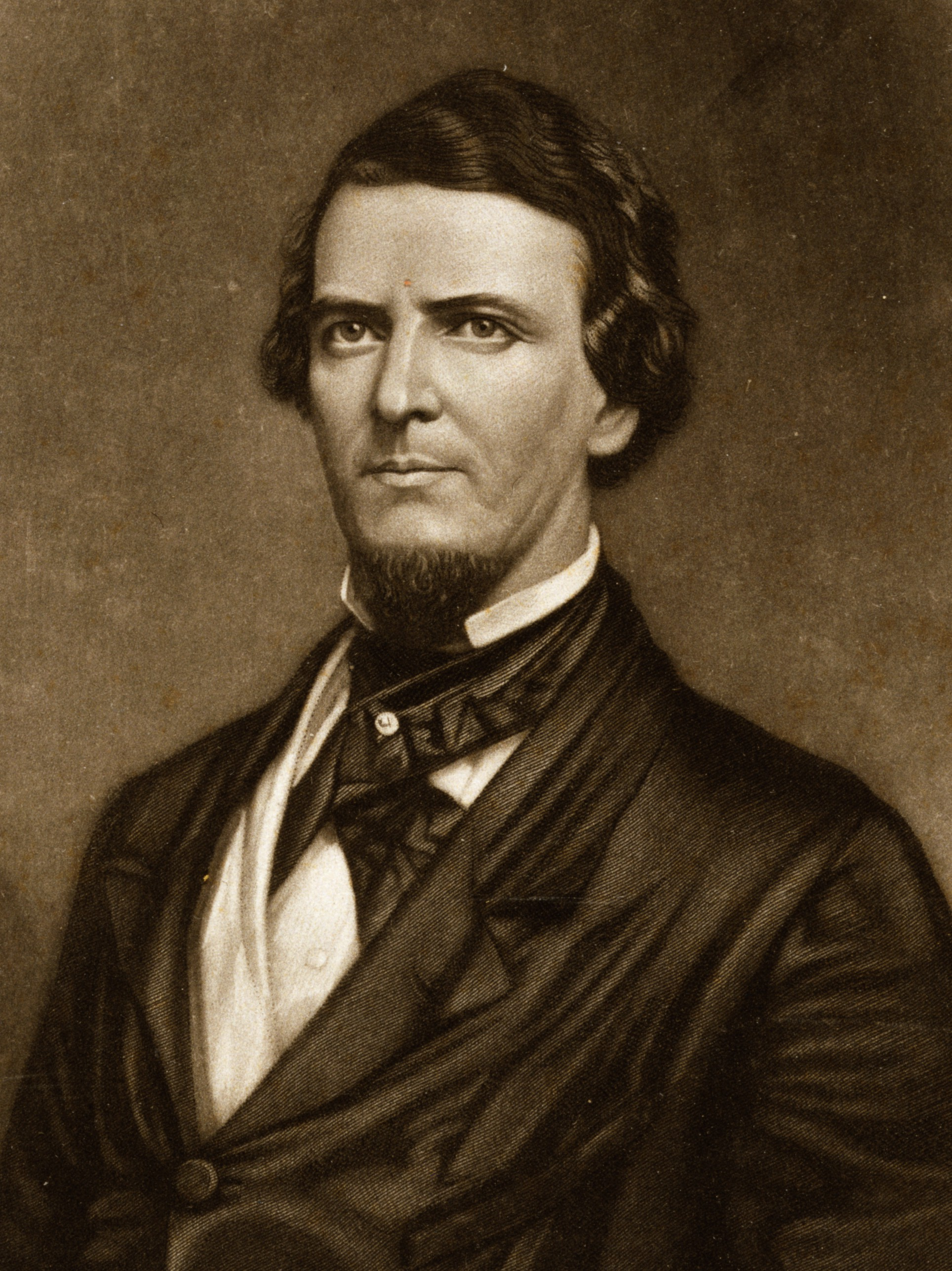
Preston Brooks

Das County wurde am  11. Dezember 1858 aus Teilen des Lowndes County und des Thomas County gebildet. Benannt wurde es nach Preston Brooks, einem Politiker und Mitglied des Repräsentantenhauses der Vereinigten Staaten. Die ersten Siedler waren spanische Missionare, die 1570 von Florida kommend hier siedelten. Während des amerikanischen Bürgerkriegs war das County der Haupt-Lebensmittellieferant und bekam den Namen Breadbasket of the South. Das erste Gerichtsgebäude wurde 1864 errichtet.

## Demografische Daten
Laut der Volkszählung von 2010 verteilten sich die damaligen 16.243 Einwohner auf 6.457 bewohnte Haushalte, was einen Schnitt von 2,52 Personen pro Haushalt ergibt. Insgesamt bestehen 7.706 Haushalte.
67,8 % der Haushalte waren Familienhaushalte (bestehend aus verheirateten Paaren mit oder ohne Nachkommen bzw. einem Elternteil mit Nachkomme) mit einer durchschnittlichen Größe von 3,06 Personen. In 31,5 % aller Haushalte lebten Kinder unter 18 Jahren sowie in 30,6 % aller Haushalte Personen mit mindestens 65 Jahren.
26,4 % der Bevölkerung waren jünger als 20 Jahre, 23,2 % waren 20 bis 39 Jahre alt, 27,8 % waren 40 bis 59 Jahre alt und 22,6 % waren mindestens 60 Jahre alt. Das mittlere Alter betrug 40 Jahre. 48,6 % der Bevölkerung waren männlich und 51,4 % weiblich.
59,9 % der Bevölkerung bezeichneten sich als Weiße, 35,3 % als Afroamerikaner, 0,3 % als Indianer und 0,3 % als Asian Americans. 3,0 % gaben die Angehörigkeit zu einer anderen Ethnie und 1,2 % zu mehreren Ethnien an. 5,3 % der Bevölkerung bestand aus Hispanics oder Latinos.
Das durchschnittliche Jahreseinkommen pro Haushalt lag bei 31.686 USD, dabei lebten 27,8 % der Bevölkerung unter der Armutsgrenze.

## Kultur und Sehenswürdigkeiten

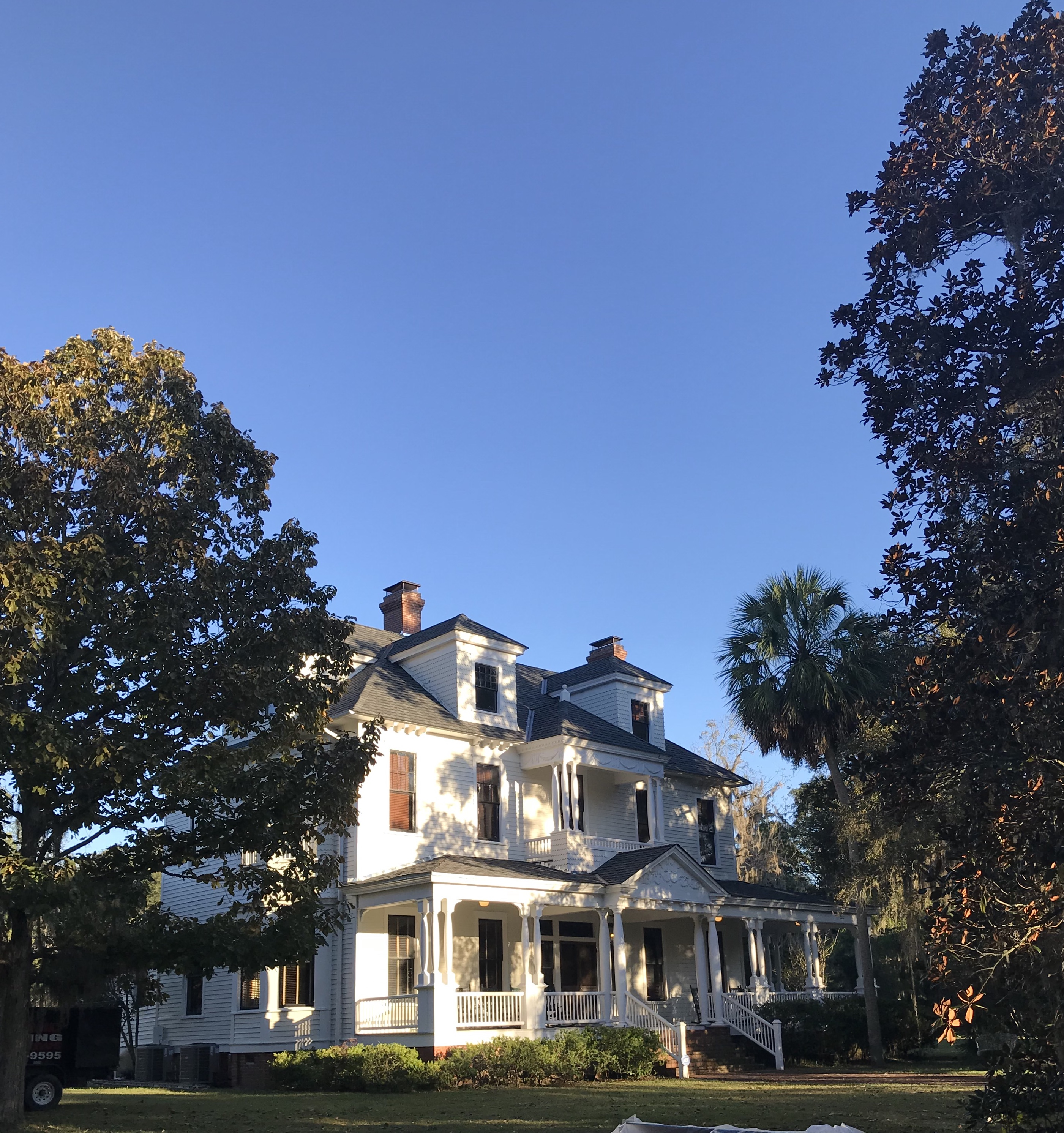
Henry Gray Turner House and Grounds (2018). Diese auch als Nocturne bekannte Residenz entstand in den 1890er Jahren und diente einige Jahre dem Politiker und Anwalt Henry Gray Turner. Im Januar 1980 wurde das Gebäude als zweites Objekt im County in das NRHP eingetragen.

Acht Bauwerke und Historic Districts („historischer Bezirk“) im Brooks County sind im National Register of Historic Places („Nationales Verzeichnis historischer Orte“; NRHP) eingetragen (Stand 28. April 2023), neben dem Gerichts- und Verwaltungsgebäude sowie dem ehemaligen Gefängnis des County sind dies unter anderem zwei Kirchen und eine Plantage.

## Orte im Brooks County
Orte im Brooks County mit Einwohnerzahlen der Volkszählung von 2010:
Cities:
- Barwick – 386 Einwohner
- Morven – 565 Einwohner
- Pavo – 627 Einwohner
- Quitman (County Seat) – 3.850 Einwohner